# Mammon (série de televisão)
Mammon é uma série de televisão norueguesa criada pelos irmãos Vegard Stenberg Eriksen e Gjermund Stenberg Eriksen, e estrelada por Jon Øigarden. A série foi renovada para uma terceira temporada pela emissora  NRK1.
A primeira temporada da série teve um orçamento de kr$ 36 milhões. O programa foi vendido no exterior, incluindo os Estados Unidos, Grã-Bretanha, Alemanha, Suíça, Áustria, Bélgica e Holanda. Vários países criaram ou planejaram suas próprias versões.
Mammon recebeu diversos prêmios, incluindo dois Gullruten em 2016, e um Emmy Internacional em 2017, foi a primeira vez que uma série de drama norueguesa ganhou um Emmy.

## Elenco

### Principal
- Jon Øigarden ... Peter Verås
- Ingjerd Egeberg ... Eva Verås
- Anna Bache-Wiig ... Inger Marie Steffensen
- Nils Ole Oftebro ... Frank Mathiesen

### Recorrente
- Iben Akerlie ... Amelia Woll
- Laura Christensen ... Ellen Claussen
- Ingar Helge Gimle ... Erik Ulrichsen, Ministro da Fazenda
- Bjarte Hjelmeland ... Christian Schjelderup
- Ine F. Jansen ... Stine Gisken
- Anders Danielsen Lie ... Johannes Ritter Hansen
- Jan Gunnar Røise ... Aslak Heimdal
- Trond Espen Seim ... Primeiro Ministro Michael Woll
- Erland Bakker ... Lars Fritzmann
- Pål Christian Eggen ... Thorgrim Hammern
- Laila Goody ... Gunn Høgh
- Nader Khademi ... IT, jornalista
- Terje Strømdahl ... Tore Verås
- Alexander Tunby Rosseland ... Andreas Verås
- Robert Skjærstad ... Jensen
- Andrine Sæther ... Økokrimsjefen

## Episódios
| Temporada | Temporada | Episódios | Episódios | Originalmente exibido | Originalmente exibido   |
| Temporada | Temporada | Episódios | Episódios | Estreia da temporada  | Final da temporada      |
| --------- | --------- | --------- | --------- | --------------------- | ----------------------- |
|           | 1         | 6         | 6         | 1 de janeiro de 2014  | 3 de fevereiro de 2014  |
|           | 2         | 8         | 8         | 3 de janeiro de 2016  | 14 de fevereiro de 2016 |